# Jeroen van der Veer
Jeroen van der Veer (Utrecht, 27 oktober 1947) is een Nederlands bestuurder, die tot en met 2013 diverse functies bekleedde bij Shell.

## Biografie
Van der Veer rondde in 1971 een studie werktuigbouwkunde in Delft af bij professor Jan in 't Veld, waar hij een jaar studentenassistent was onder Pierre Malotaux. In 1976 rondde hij een studie bedrijfseconomie af aan de Erasmus Universiteit Rotterdam.
In 1971, na zijn militaire diensttijd,  trad Van der Veer in dienst bij Shell. Hij heeft verschillende functies gehad in raffinage en marketing in Nederland, Curaçao en het Verenigd Koninkrijk. Hij was coördinator van de regio sub-Sahara en directeur van Shell Nederland met verantwoordelijkheid voor de raffinage en chemische processen bij Shell Pernis. Hij was van 2004 tot 2009 bestuursvoorzitter bij Shell als opvolger van Phil Watts. In 2009 werd hij opgevolgd door Peter Voser. In 2013 nam hij na 42 jaar afscheid van Shell.

In 2009 werd hij president-commissaris bij Philips; hij volgde Jan-Michiel Hessels op als voorzitter van de raad van commissarissen. Hij heeft 10 jaar de voorzittersfunctie vervuld en werd in 2021 opgevolgd door Feike Sijbesma.

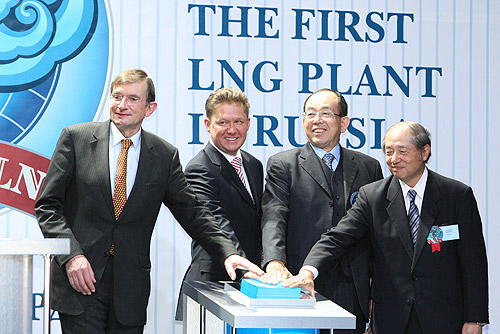
De ceremonie ter gelegenheid van de opening van een fabriek voor de productie van vloeibaar aardgas, gebouwd als onderdeel van het Sakhalin-2-project met links Van der Veer

In 2020 kwam Van der Veer's naam naar boven bij een onderzoek van Follow the Money naar sponsoring van prominente klimaatscepticus en hoogleraar Frits Böttcher. Böttcher kreeg in de jaren negentig ruim 1 miljoen gulden van 24 Nederlandse bedrijven, waaronder Shell, ING, de NAM en de ANWB. Met dat geld zaaide hij twijfel over klimaatverandering.
Op 20 januari 2023 publiceerde Van der Veer zijn boek Van A naar B, Lessen in Leiderschap. Het is bedoeld als praktisch handboek voor de nieuwe generatie managers, met concrete „lessen” die Van der Veer zelf leerde tijdens zijn 42 jaar bij Shell.
In een interview in 2024 noemde Van der Veer de toegenomen geopolitieke spanningen, juridisering en klimaatverandering als belangrijkste uitdagingen voor grote bedrijven in de afgelopen 25 jaar.

### Berisping voor overtreden bankierseed
Op 13 april 2023 werd Van der Veer in hoger beroep alsnog berispt voor het overtreden van de Nederlandse gedragscode voor bankiers.
Begin 2018 kwam ING, die op dat moment staatssteun ontving, onder vuur te liggen vanwege een aangekondigde salarisverhoging van 50% van toenmalig bestuursvoorzitter Ralph Hamers. Vrijwel alle politieke partijen uitten kritiek op dit voornemen.  Van der Veer, op dat moment voorzitter van de raad van commissarissen van ING, werd gevraagd uitleg te geven in de Tweede Kamer. ING trok het controversiële besluit over de aangekondigde salarisverhoging op 13 maart 2018 in. Van der Veer was tot april 2018 voorzitter van de raad van commissarissen bij ING. In 2023 oordeelde de Commissie van Beroep van de Tuchtcommissie Banken op ingediende tuchtklachten dat Hamers, Van der Veer en commissaris Henk Breukink hiermee in strijd hadden gehandeld met de door hen afgelegde bankiers-eed en legde ieder van hen de sanctie van berisping op.

## Privéleven
Van der Veer is getrouwd en heeft drie dochters. In 1986 en 1997 voltooide hij als toerrijder de Elfstedentocht.